# Sandra Souto Kustrín
Sandra Souto Kustrín es una historiadora española. Doctora en Historia por la Universidad Complutense de Madrid (UCM), con una tesis doctoral dirigida por Julio Aróstegui, es científica titular del Consejo Superior de Investigaciones Científicas.
Especializada en el estudio de la Segunda República y de la juventud y los movimientos juveniles en la Europa contemporánea desde una perspectiva comparada, es autora de obras como “Y ¿Madrid? ¿Qué hace Madrid?” Movimiento revolucionario y acción colectiva (1933–1936) (Siglo XXI, 2004), en la que hace un estudio de la protesta política en la provincia, hoy comunidad, de Madrid durante el segundo bienio republicano, y Paso a la juventud. Movilización democrática, estalinismo y revolución en la República Española (Universitat de València, 2013)
En diciembre de 2008 presentó una ponencia en el IV Encuentro “Historia y Compromiso” que versó sobre la etapa del Frente Popular, celebrado en Zaragoza, con el título «Las organizaciones juveniles: entre el frentepopulismo y el izquierdismo socialista».